# لا غرنادا
لا غرنادا أو (لا غرناطة) (بالكاتالانية: la Granada) هي إحدى بلديات مقاطعة برشلونة، والتي تقع في منطقة كاتالونيا، شرق إسبانيا.
يبلغ عدد سكانها 1.866 نسمة وفقاً لإحصائية سنة (2007).